# Le Samyn femenina
La Le Samyn femenina (oficialmente: Le Samyn des Dames en francés) es una carrera ciclista femenina belga que se disputa anualmente en Valonia (Bélgica). Es la versión femenina de la carrera del mismo nombre y parte de su recorrido tiene similares características, de hecho comienza y acaba en el mismo lugar que su homónima masculina, pero con menor kilometraje.
La carrera fue creada en el año 2012 y hace parte de la categoría 1.2 (última categoría del profesionalismo).

## Palmarés
| Año  | Ganador                     | Segundo                   | Tercero                 |
| ---- | --------------------------- | ------------------------- | ----------------------- |
| 2012 | Adrie Visser                | Noemi Cantele             | Trixi Worrack           |
| 2013 | Ellen van Dijk              | Shelley Olds              | Emma Johansson          |
| 2014 | Emma Johansson              | Ashleigh Moolman-Pasio    | Sofie De Vuyst          |
| 2015 | Chantal Blaak               | Anna van der Breggen      | Emma Johansson          |
| 2016 | Chantal Blaak               | Emma Johansson            | Amy Pieters             |
| 2017 | Sheyla Gutiérrez            | Amy Pieters               | Tiffany Cromwell        |
| 2018 | Janneke Ensing              | Floortje Mackaij          | Lauren Kitchen          |
| 2019 | Jip van den Bos             | Daniela Gass              | Demi De Jong            |
| 2020 | Chantal van den Broek-Blaak | Christine Majerus         | Lotte Kopecky           |
| 2021 | Lotte Kopecky               | Emma Norsgaard            | Chloe Hosking           |
| 2022 | Emma Norsgaard              | Chiara Consonni           | Vittoria Guazzini       |
| 2023 | Marta Bastianelli           | Maria Giulia Confalonieri | Vittoria Guazzini       |
| 2024 | Vittoria Guazzini           | Anniina Ahtosalo          | Christina Schweinberger |
| 2025 | Lorena Wiebes               | Linda Zanetti             | Lara Gillespie          |

## Palmarés por países
| País         | Victorias |
| ------------ | --------- |
| Países Bajos | 8         |
| Italia       | 2         |
| España       | 1         |
| Suecia       | 1         |
| Bélgica      | 1         |
| Dinamarca    | 1         |